# 鳳梧洞戰役
鳳梧洞戰役（：／）是指1920年6月6日至6月7日朝鮮獨立軍在满洲间岛与日本军队發生的战斗，這場戰鬥是朝鲜独立军參與的最早的抗日軍事行動之一。朝鮮獨立軍方面由洪范图和崔振东指揮，兵力有1300人，日本方面兵力僅有500人。

## 備註
1. ↑  윤병석, 《간도역사의 연구》(국학자료원, 2006) 74
2. ↑  윤병석, 《간도역사의 연구》(국학자료원, 2006) pp. 74